# Alekseï Makarov
Pour les articles homonymes, voir Makarov.
Alekseï Makarov, né le 20 août 1987, est un joueur de beach soccer international russe.

## Biographie
En 2010, il rejoint la nouvelle section beach soccer du Lokomotiv Moscou avec qui il remporte dès la première année le titre de champion de Russie.

## Palmarès

### En sélection
| Compétitions mondiales | Compétitions continentales |
| --- | --- |
| - Coupe du monde (2) - Vainqueur en 2011 et 2013 - Coupe intercontinentale (2) - Vainqueur en 2011 et 2012 - Jeux mondiaux de plage - Médaille d'argent en 2019. | - Euro Beach Soccer League (3) - Vainqueur en 2009, 2011 et 2013 - Finaliste en 2012 - 3e en 2007, 2008 et 2010 - Euro Beach Soccer Cup (2) - Vainqueur en 2010 et 2012 - Tournoi qualificatif à la Coupe du monde - Finaliste en 2009 et 2013 - 3e en 2008 et 2011 - Jeux européens - Médaille d'or en 2015. |

### En club
Lokomotiv Moscou
- Vainqueur de la Coupe du monde des clubs en 2012, 4e en 2011
- Vainqueur de l'Euro Winners Cup en 2013
- Champion de Russie en 2010, 2011 et 2012
- Vainqueur de la Coupe de Russie 2011, 2012 et 2013
- Vainqueur de la Supercoupe de Russie en 2011[2]

### Trophées individuels
- Meilleur joueur de la Coupe d'Europe de beach soccer en 2012